# Jiaodong
Jiaodong (kinesiska: 胶东, 胶东镇) är en köping i Kina. Den ligger i provinsen Shandong, i den östra delen av landet, omkring 280 kilometer öster om provinshuvudstaden Jinan.
Genomsnittlig årsnederbörd är 771 millimeter. Den regnigaste månaden är juli, med i genomsnitt 247 mm nederbörd, och den torraste är januari, med 12 mm nederbörd.